# Pieter Zeeman
Pieter Zeeman (25. května 1865 Zonnemaire – 9. října 1943 Amsterdam) byl nizozemský fyzik. V roce 1902 obdržel společně s Hendrikem Lorentzem Nobelovu cenu za fyziku za výzkum vlivu magnetismu na záření. Pro astronomii má největší význam jeho objev rozdvojení spektrálních čar v magnetickém poli – tzv. Zeemanův jev.

## Biografie
Pieter Zeeman se narodil v Zonnemaire v rodině luteránského kněze. Zonnemaire je malé město na ostrově Schouwen-Duiveland v Nizozemí. Jeho rodiči byli Catharinus Forandinus Zeeman a Willemina Worst. Zeeman se brzy začal zajímat o fyziku. V roce 1883 nakreslil a popsal polární záři, která byla viditelná nad Nizozemím. V té době studoval střední školu v Zierikzee a svůj popis tohoto jevu poslal do redakce Nature, kde byl publikován.
Po dokončení střední školy v roce 1883 odešel do Delftu kvůli dalšímu vzdělání v klasických jazycích, což byla tehdejší podmínka pro přijetí na univerzitu. Bydlel v domě Dr. J.W. Lely spoluředitele gymnázia a bratra Cornelia Lelyho, který je odpovědný za koncepci a realizaci Zuiderzeewerken. Zde se také poprvé setkal s Heike Kamerlingh Onnesem, který se později stal jeho vedoucím disertační práce.

## Vzdělání
V roce 1885 nastoupil P. Zeeman na Univerzitu v Leidenu. Jeho učiteli byli Lorentz a Heike Kamerlingh Onnes. Od roku 1890 působil již jako Lorentzův asistent. Doktorát získal v roce 1893. Jeho práce byla věnována Kerrovu jevu, který se týká polarizace světla na zmagnetovaném povrchu. Po získání doktorátu pracoval půl roku v Kohlrauschově institutu ve Štrasburku.
V roce 1895, po návratu ze Štrasburku, se Zeeman stal soukromým docentem matematiky a fyziky v Leidenu. Ve stejném roce se oženil s Johannou Elizabeth Lebretovou (1873–1962), s níž měl syna a tři dcery.
V roce 1896 objevil štěpení spektrálních čar zdroje při působení magnetického pole. Tento jev byl po něm nazván Zeemanovým jevem. Díky jeho objevu, byla Zeemanovi nabídnuta pozice docenta v Amsterdamu v roce 1897, a v roce 1900 následovalo jeho jmenování profesorem fyziky na universitě v Amsterdamu.
V roce 1902 získal Nobelovu cenu za fyziku za objev Zeemanova jevu. Tuto cenu obdržel spolu se svým bývalým učitelem Lorentzem. O pět let později, v roce 1908, se stal Van der Waalsovým nástupcem jako řádný profesor a ředitel fyzikálního institutu v Amsterodamu. V roce 1923 byla v Amsterodamu zařízena nová laboratoř, která byla v roce 1940 přejmenována na Zeemanovu laboratoř. Toto nové zařízení mu dovolilo zabývat se čistě výzkumem Zeemanova jevu. Po zbytek svého vědeckého působení se zabýval výzkumem magneto-optických jevů.
V roce 1898 byl Zeeman zvolen členem Královské nizozemské akademie věd v Amsterdamu, a působil zde jako její tajemník v letech 1912 až 1920. Získal medaili Henryho Drapera v roce 1921, a několik dalších cen a čestných titulů. V roce 1935 se stal emeritním profesorem. Získal čestné doktoráty na univerzitách v Göttingenu, Oxfordu, Liege, Gwentu, Glasgow, Bruselu a Paříži. Byl také členem nebo čestným členem mnoha akademií.
Získaná ocenění:
- Nobelova cena za fyziku (1902)
- Matteucci Medal (1912)
- Henry Draper Medal (1921)
- Rumford Medal (1922)

Po Zeemanovi je pojmenován kráter na Měsíci, který se nachází nedaleko měsíčního jižního pólu, a planetka číslo (29212).
Zeeman zemřel po krátké nemoci 9. října 1943 v Amsterodamu a byl pohřben v Haarlemu.

## Vědecká práce

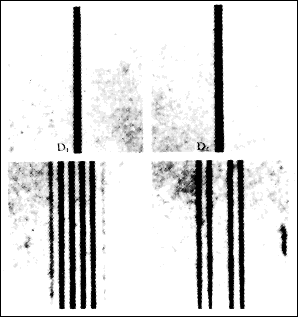
Originální fotografie prvního pozorování Zeemanova efektu [https://web.archive.org/web/20070704225200/http://dbhs.wvusd.k12.ca.us/webdocs/Chem-History/Zeeman-effect.html

Jako rozšíření své disertační práce začal Zeeman vyšetřovat účinek magnetických polí na světelný zdroj. Roku 1896 objevil jev, při kterém po zapnutí vnějšího magnetického pole docházelo k tomu, že ostré spektrální čáry se štěpily na další spektrální čáry. Tento jev se dnes nazývá Zeemanův jev. Zeeman ho vysvětlil jako interakci mezi magnetickým polem a magnetickým dipólovým momentem. Zeemanův jev byl zpracován teoreticky jeho učitelem Lorentzem.
Zeemanův objev potvrdil Lorentzovu předpověď o polarizaci světla vznikajícího v přítomnosti magnetického pole. Vyplývalo z něj, že částice, které svým oscilováním podle Lorenze vyzařují elektromagnetické záření, jsou tisíckrát lehčí než vodíkový atom a mají záporný náboj. K tomuto závěru došlo mnohem dříve, než J.J. Thomson objevil elektron (stalo se tak v roce 1897). Zeemanův jev se tak stal důležitým objevem při objasňování struktury atomu. Celá zmíněná práce byla vyvrcholením čtyřicetiletého snažení mnoha vědců, které tak bylo korunováno důkazem existence elektronů.
Dále mimo jiné Zeeman experimentálně zkoumal dvojitý lom světla v elektrickém poli a v roce 1917 na torzním kyvadlu potvrdil zvláštní vlastnost gravitace, že odchylky dráhy dané setrvačností, které vyvolává, jsou u všech těles stejné. Také se zabýval šířením světla v pohybujícím se prostředí, což souviselo se speciální teorií relativity. Později se zajímal o hmotnostní spektrometrii.

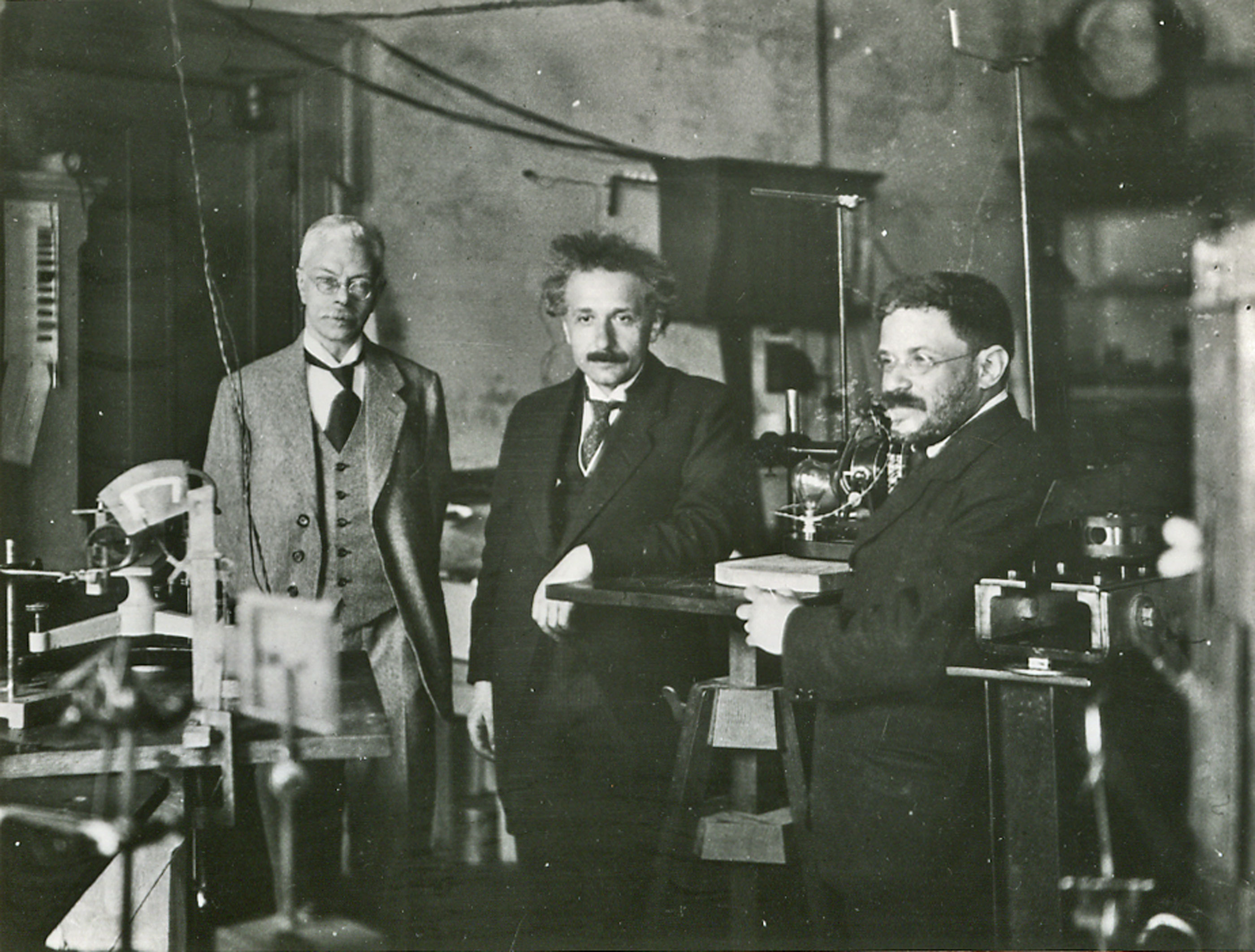
Einstein při návštěvě Pietera Zeemana v Amsterdamu, se svým přítelem Ehrenfestem. (kolem roku 1920)

## Některé Zeemanovy publikace
- (anglicky) Na stránkách Královské nizozemské akademie umění a věd
- (anglicky) Zeeman, Pieter (February 1897). "The Effect of Magnetisation on the Nature of Light Emitted by a Substance„. Nature 55: 347.
- (anglicky) Lodge, Oliver (February 11, 1897). “The Influence of a Magnetic Field on Radiation Frequency„. Proceedings of the Royal Society of London 60: 513-514.
- (anglicky) Larmor, J (February 11, 1897). “The Influence of a Magnetic Field on Radiation Frequency". Proceedings of the Royal Society of London 60: 514-515.